# Rico Nasty
Rico Nasty est une rappeuse et chanteuse américaine née le 7 mai 1997 à Largo dans le Maryland. Après avoir sorti plusieurs mixtapes et collaboré avec différents artistes, elle sort son premier album studio en décembre 2020.

## Biographie

### Jeunesse
Maria-Cecilia Simone Kelly naît le 7 mai 1997 à Largo dans le Maryland. Elle grandit à Palmer Park (en) avec ses parents. Son père était rappeur sous le pseudonyme Beware durant sa jeunesse et a travaillé avec Jadakiss. À l'âge de quatorze ans, Kelly est renvoyée de son pensionnat de Baltimore après avoir été surprise en train de fumer du cannabis avec un camarade de classe.
Elle se lance dans le rap lorsqu'elle est encore lycéenne et sort sa première mixtape Summer's Eve en 2014. Quelques mois après la sortie de cet album, son compagnon meurt d'une overdose de codéine alors qu'elle est enceinte de leur premier enfant. Elle décide d'arrêter le rap pour élever leur fils et devient réceptionniste dans un hôpital. Après avoir exercé ce métier pendant deux ans, elle tente à nouveau sa chance dans l'industrie musicale en 2016.

### Débuts et premières mixtapes

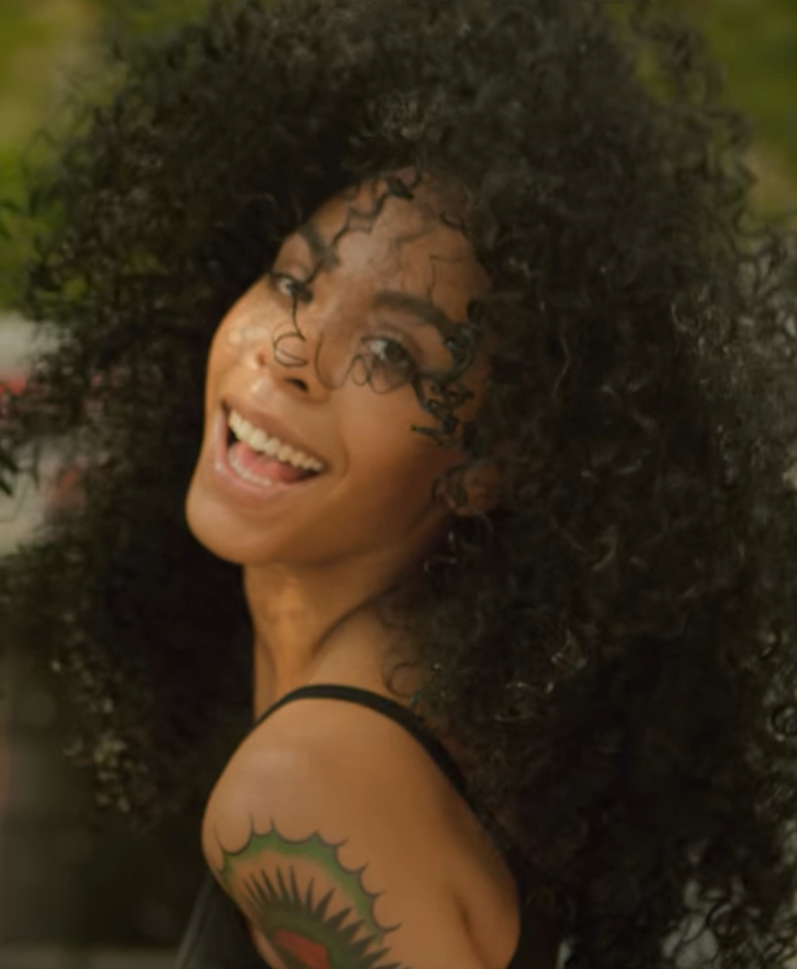
Rico Nasty en 2018.

Rico Nasty se fait connaître dans le milieu du rap grâce à ses premiers singles iCarly et Hey Arnold. Elle collabore avec le rappeur Lil Yachty en 2016 pour le remix de Hey Arnold puis en 2017 pour la chanson Mamacita qui est présente sur la bande originale du film Fast and Furious 8.
Dans Tales of Tacobella et Sugar Trap 2 (en), deux mixtapes sorties en 2017, elle met en avant son alter ego Tacobella dont les chansons sont plus douces et pop. Elle développe par la suite un autre alter ego qu'elle nomme Trap Lavigne et qui interprète des chansons de style punk rap. Après avoir publié ses premières mixtapes indépendamment, elle signe avec Atlantic Records en 2018,. Sa première mixtape publiée par ce label, Nasty (en), sort en juin 2018.
Elle fait partie des musiciens sélectionnés par le magazine Forbes pour l'édition 2019 de leur liste Forbes 30 Under 30 qui est publiée en décembre 2018. Le mois suivant, elle collabore avec le collectif américain de hip-hop Injury Reserve (en) pour le titre Jawbreaker. Dans cette chanson qui critique le monde de la mode, ses conventions et le manque de réaction face aux agressions sexuelles dans ce milieu, Rico Nasty interprète un couplet dans lequel elle met en lumière les normes imposées aux femmes noires et son refus de s'y conformer.
Le magazine américain The Fader produit et diffuse en février 2019 Countin' Up, un documentaire dans lequel l'artiste se confie sur sa jeunesse et sa vie privée. Le même mois, elle collabore avec Doja Cat pour le single Tia Tamera (en). Son titre reprend les prénoms des sœurs Tia et Tamera Mowry et dans les paroles, les deux rappeuses font des références à la pop culture et citent plusieurs célébrités. Le clip vidéo qui illustre la chanson est coloré, acidulé, et reprend les codes des années 1990.
Alors qu'ils collaborent fréquemment, Rico Nasty et le producteur Kenny Beats (en) sortent une mixtape commune, Anger Management (en), en avril 2019. La rappeuse est sélectionnée par le magazine XXL pour sa Freshman Class 2019, liste annuelle des dix rappeurs à suivre.

### Premier album studio
Rico Nasty se rapproche du mouvement hyperpop en février 2020 lorsqu'elle apparaît sur le remix de la chanson Ringtone (en) du groupe 100 Gecs avec la chanteuse Charli XCX et le groupe Kero Kero Bonito pour l'album de remixes 1000 Gecs and the Tree of Clues (en). Après avoir sorti la chanson Aquí yo mando (en) en duo avec Kali Uchis, elle collabore à nouveau avec Dylan Brady (en) de 100 Gecs qui produit le single iPhone (en). La même année, elle participe à des bandes originales avec la chanson My Little Alien pour le film d'animation Scooby ! et le titre Dirty pour la quatrième saison de la série télévisée Insecure.
Son premier album studio, Nightmare Vacation (en), sort en décembre 2020. Il est accompagné d'une bande dessinée co-créée avec Jarrett Williams (en). Rico Nasty fait sa première apparition à la télévision américaine en janvier 2021, en interprétant le single OHFR? dans The Tonight Show Starring Jimmy Fallon. Le mois suivant sort Jealous, un titre qu'elle chante en duo avec l'artiste britannique Mahalia.
Après avoir collaboré avec Jasiah et Denzel Curry pour Art of War puis Juicy J pour Take It en juin 2021, elle sort le titre Magic. Cette chanson qui mélange la trap à la musique latino-américaine est présentée comme le premier single extrait de sa prochaine mixtape Rx.

## Discographie

### Album studio
- 2020 : Nightmare Vacation (en)

### Mixtapes
- 2014 : Summer's Eve
- 2016 : The Rico Story
- 2016 : Sugar Trap
- 2017 : Tales of Tacobella
- 2017 : Sugar Trap 2 (en)
- 2018 : Nasty (en)
- 2019 : Anger Management (en) (avec Kenny Beats (en))
- 2022 : Las Ruinas